# جيهان بيكتاش
جيهان بيكتاش ( من مواليد 1970، كلكيت، غوموشانه ) وهي سياسية تركي.

## التعليم
تخرجت جيداء من جامعة الأناضول كلية الاقتصاد .

## المهنة
عملت سكرتيرًا خاصًا في بلدية أرناؤوط كوي بين عامي 1990 و1996، ثم سكرتيرًا خاصًا فيصل إيروغلو؛ وعملت في بلدية إسطنبول الكبرى وإدارة المياه والصرف الصحي في إسطنبول بين عامي 1996-2003، وفي الأعمال الهيدروليكية الحكومية بين عامي 2003-2007، 
وفي وزارة البيئة والغابات بين عامي 2007-2011، وبين عامي 2011-2012 شغل أيضًا منصب المسؤول الخاص.
و سكرتيرة وزير الغابات وشؤون المياه فيسيل إيروغلو
وأصبحت مديرة ومستشارة
وفي الفترة من 2012 إلى 2015، شغلت منصب رئيس تطوير الإستراتيجية في وزارة شؤون الغابات والمياه. 

## الحياة السياسية
كانت نائب رئيس منظمة حزب الرفاه أرناؤوط كوي بين عامي 1990 و1994، ورئيسة مؤسسة شباب أرناؤوط كوي الوطنية بين عامي 1994 و1996.
أصبحت عضوة في الجمعية الوطنية التركية الكبرى يومي 26 و 27. ت
وتم انتخابها عضوًا في البرلمان عن منطقة جوموشان عن حزب العدالة والتنمية وشغلت منصب رئيس لجنة البيئة بين عامي 2015 و2017. 